# ヌフバ (ハマース)
ヌフバ (英語:Nukhba、アラビア語: نخبة)、 ヌクバ部隊、またはアル・ヌクバは、ハマースの軍事部門であるイッズッディーン・アル＝カッサーム旅団の海軍特殊部隊である。

## 解説
イスラエルは、ヌフバが2023年パレスチナ・イスラエル戦争開始時の2023年10月7日のイスラエルに対するハマスの攻撃を主導したと主張している。彼らの主な焦点は、防空システムであるアイアン・ドームの影響を受けない水中爆発物と誘導ミサイルを使用して、イスラエルを攻撃して、海岸を経由して侵入したことである。標的には、イスラエルの海上インフラ、軍艦および民間船舶、発電所が含まれていた。